# 櫻桃溪學區
櫻桃溪學區（Cherry Creek School District #5, Cherry Creek Public Schools）是美国科罗拉多州的学区，总部在格林伍德村。櫻桃溪學區的地区有格林伍德村、樱桃山村、森特尼尔、福克斯菲尔德、格伦代尔、奥罗拉的部分、恩格尔伍德的部分和地方近丹佛的部分。 学生人数达51,000人。